# Saïdou Sow
Pour les articles homonymes, voir Sow.
Saïdou Sow, né le 4 juillet 2002 à Conakry en Guinée, est un footballeur international guinéen qui évolue au poste de défenseur central au RC Strasbourg.

## Biographie

### En club

#### AS Saint-Étienne
Né à Conakry en Guinée, Saïdou Sow est formé par l'AS Saint-Étienne, qu'il rejoint en 2016 en provenance du SFC Neuilly-sur-Marne. Il évolue des U15 jusqu'aux U19 et s'entraîne avec l'équipe première sans passer par la réserve. Le 30 septembre 2020 il signe son premier contrat professionnel,.
Sow joue son premier match en professionnel le 3 octobre 2020 à l'occasion d'une rencontre de Ligue 1 face au RC Lens, au Stade Bollaert-Delelis. Son entraîneur Claude Puel lui donne sa chance à la suite de l'expulsion de Timothée Kolodziejczak. Les Verts s'inclinent toutefois sur le score de deux buts à zéro ce jour-là. Il est titularisé pour la première fois lors de la journée suivante, le 18 octobre contre l'OGC Nice, en championnat. Il est toutefois remplacé à la mi-temps par Miguel Trauco et son équipe s'incline par trois buts à un.
En mai 2021, il prolonge son contrat jusqu'en juin 2025 avec l'ASSE,.
Très peu utilisé par Laurent Batlles lors de la première partie de saison 2022-2023 alors que le club est en difficulté en championnat, des rumeurs de transferts sont évoquées lors du mercato hivernal, avec un intérêt notamment du Havre AC. Mais le joueur reste finalement à l'ASSE et s'impose même dans le onze de départ, devenant un joueur régulier et contribuant au maintien de son équipe.

#### RC Strasbourg
Le 9 août 2023, Saïdou Sow s'engage avec le RC Strasbourg en paraphant un contrat de cinq ans jusqu'en 2028.
Sow joue son premier match pour Strasbourg le 17 décembre 2023, lors d'une rencontre de championnat face au FC Lorient. Il entre en jeu et son équipe s'impose par deux buts à un.

#### FC Nantes
Le 24 janvier 2025, Saïdou Sow rejoint le FC Nantes sous la forme d'un prêt jusqu'à la fin de la saison sans obligation d'achat.
Il est titularisé contre Lyon, le 26 janvier 2025 quelques jours seulement après son arrivée. La performance du joueur est saluée par la presse locale.
Saïdou Sow a rapidement marqué son intégration dans son nouveau club en enchaînant cinq titularisations consécutives dès son arrivée, sans être remplacé au cours des matchs.
Jacky Bonnevay , ancien directeur du centre de formation du FC Nantes et actuel vice président de l'UNECATEF déclare à propos du joueur qu'il a connu alors qu'il était entraîneur adjoint de l'ASSE : "C’est un soldat en plus d’être une très bonne personne. Un joueur puissant qui lit bien les trajectoires. ».

### En sélection
En septembre 2020, Saïdou Sow est appelé pour la première fois par Didier Six, le sélectionneur de l'équipe nationale de Guinée. Le 10 octobre 2020, il honore sa première sélection face au Cap-Vert. Il entre en jeu à la 55e minute, et contribue à la victoire des siens en offrant une passe décisive à Yady Bangoura (en) sur le but du deux à un. C'est sur ce score que les Guinéens s'imposent.
En janvier 2022, Saïdou Sow est retenu par le sélectionneur Kaba Diawara afin de participer à la Coupe d'Afrique des nations 2021 organisée au Cameroun. Lors de cette compétition il joue trois matchs, tous en tant que titulaire. Le 24 janvier 2022, son équipe est éliminée en huitièmes de finale, sortie par la Gambie (défaite, 0-1).
Le 23 décembre 2023, il est de nouveau retenu dans la liste des vingt-cinq joueurs sélectionnés pour la Coupe d'Afrique des nations 2023.

### Statistiques détaillées
| Saison                | Club                  | Championnat           | Championnat | Championnat | Championnat | Coupe(s) nationale(s) | Coupe(s) nationale(s) | Coupe(s) nationale(s) | Total | Total | Total |
| Saison                | Club                  | Division              | M.          | B.          | P.d.        | M.                    | B.                    | P.d.                  | M.    | B.    | P.d.  |
| 2020-2021             | AS Saint-Étienne      | Ligue 1               | 15          | 0           | 0           | 1                     | 0                     | 0                     | 16    | 0     | 0     |
| 2021-2022             | AS Saint-Étienne      | Ligue 1               | 13          | 2           | 1           | 1                     | 0                     | 0                     | 14    | 2     | 1     |
| 2022-2023             | AS Saint-Étienne      | Ligue 2               | 25          | 0           | 0           | 1                     | 0                     | 0                     | 26    | 0     | 0     |
| 2023-2024             | AS Saint-Étienne      | Ligue 2               | 1           | 0           | 0           | -                     | -                     | -                     | 1     | 0     | 0     |
| Sous-total            | Sous-total            | Sous-total            | 54          | 2           | 1           | 3                     | 0                     | 0                     | 57    | 2     | 1     |
| 2023-2024             | RC Strasbourg         | Ligue 1               | 10          | 0           | 1           | 2                     | 0                     | 0                     | 12    | 0     | 1     |
| 2024-2025             | FC Nantes             | Ligue 1               | 9           | 1           | -           | -                     | -                     | -                     | 9     | 1     | 0     |
| Sous-total            | Sous-total            | Sous-total            | 10          | 0           | 1           | 2                     | 0                     | 0                     | 12    | 0     | 1     |
| Total sur la carrière | Total sur la carrière | Total sur la carrière | 64          | 2           | 2           | 5                     | 0                     | 0                     | 69    | 2     | 2     |